# Тайский бангку
Тайский бангку, или тайский бангкеу, или тайский бангкэу, или тайский бангкэв, или тайская собака бангкео (тайск. ไทยบางแก้ว), — азиатская порода шпицеобразных собак, выведенная в Таиланде.

## История породы
Родиной этой древней породы считается деревня Бангку области Тананг-нгам (тайск. ท่านางงาม) в районе Банг-ракам (тайск. บางระกำ) провинции Пхитсанулок (тайск. พิษณุโลก) севера центральной части страны. Её корни идут от чёрно-белой суки и ныне не существующей дикой местной собаки.
По легенде, третий настоятель буддистского монастыря, расположенного недалеко от реки Йом, приютил беременную суку, у которой вскоре родились четверо напоминающих шакала щенков чёрного и коричневого цвета. В дальнейшем в создании сильного генотипа будущей породы принимали участие пастушьи собаки живущих по соседству кочевников из северных тайских провинций, а отрезанность территории от внешнего мира дала возможность данной популяции сформировать чистокровную тайскую собаку. Позднее учёными было подтверждено наличие хромосомы шакала у этой породы.
Благодаря отличному селекционному отбору в 1957 году был получен эталонный помёт. Собаки стали широко известны по всей стране, где их теперь разводят повсеместно. Тайский бангку — это ценное наследие провинции Пхитсанулок.
Однако в 1983 году из-за продолжающегося инбридинга порода оказалась на грани вымирания. Было создано сообщество по её сохранению, и в рамках проекта «Возвращение бангкео» группе энтузиастов удалось обнаружить достаточно большое количество чистокровных собак в деревне Чум Сенг Сонг Крам, а при поддержке её жителей задуманное было в итоге реализовано.
Критерии оценки качества тайских бангкео были определены в 1991 году специальной комиссией.
В апреле 2011 года порода признана Международной кинологической федерацией на предварительной основе и отнесена к группе шпицев и пород примитивного типа, тогда же был принят её стандарт.

## Внешний вид
Хорошо сложенная собака квадратного формата, с равным соотношением длины тела к высоте в холке. Кобели имеют более мощный костяк. Голова клиновидной формы, широкая, но не грубая, пропорциональна к телу. Переход ото лба к морде чётко выраженный, умеренный. Нос чёрный, в пропорции к средней длины морде, широкой у основания и сужающейся к кончику, переносица прямая. Губы с тёмной и полной пигментацией, прилегают плотно. Верхняя и нижняя челюсти сильные, с полным ножницеобразным прикусом, также допускается клещеобразный прикус. Глаза среднего размера, миндалевидные, чёрного или тёмно-коричневого цвета. Уши небольшие, треугольные, слегка заострённые, стоячие, наклонены вперёд, посажены довольно высоко, не слишком близко друг к другу, пропорциональны к голове.
Шея сильная, мускулистая, плавно переходящая в плечи, загривок ярко выражен. Задняя часть туловища в профиль прямая и горизонтальная, поясница сильная и широкая, круп умеренно покатый; грудь довольно широкая, глубокая, опускается ниже уровня локтей, рёбра хорошо изогнуты, при этом грудь не должна быть бочкообразной; живот незначительно подтянут. Хвост умеренно длинный, хорошо опушённый, толстый у основания, поднят вверх с загибом на спину.
Плечи с хорошо развитой мускулатурой, умеренно отведены назад. Предплечья прямые и сильные, при осмотре спереди — параллельные. Пястные части короткие, с небольшим наклоном. Задние конечности с наклонёнными бёдрами, сильно развитой мускулатурой, плюсны при осмотре сзади — перпендикулярны земле и параллельно поставлены. Передние и задние лапы округлые, сводчатые и плотно сжатые.
Шёрстный покров двойной, умеренной длины, остевой волос прямой и грубый, подшёрсток плотный и мягкий. Вокруг шеи и плеч образуется воротник из более длинной шерсти, который сильнее выражен у кобелей. Задняя часть передних конечностей покрыта более длинным волосом, уменьшающимся к лапам. Тыльная сторона задних конечностей до колен также более сильно опушена. На голове и передней части ног шерсть короткая. Шёрстный покров не должен быть настолько объёмным, чтобы скрывать форму тела.
Окрас белый с чёткими чёрными пятнами; белый с отчётливыми цветными фрагментами лимонного, рыжего, палевого, коричневого или серого цвета, иногда с почерневшими кончиками волос, порой до такой степени, что собака выглядит трёхцветной. Предпочтителен симметричный окрас головы с пятнами на ушах и глазах, тёмной маской с белой прогалиной на морде. Допустимо незначительное отклонение в сторону белого цвета.
Идеальная высота в холке кобелей 46—55 см, сук — 41—50 см. Вес кобелей — 20—26 кг, сук — 16—20 кг.

## Темперамент
Тайские бангку проворны, умны, верны, послушны, бдительны и подозрительно относятся к незнакомцам, легко поддаются дрессировке. Двигаются плавно, размашисто, но не рьяно, с гордой осанкой и поднятым хвостом.
Породе привиты охрана имущества, любовь и защита своего хозяина, которому она полностью подчинена. В Таиланде бангку часто содержат в качестве сторожевых собак. Это очень умная и хитрая порода, склонная думать и принимать самостоятельные решения. Обладает хорошей памятью, при этом злопамятна и всегда ищет возможность отомстить обидчику. Легко распознаёт тон хозяина, чтобы почувствовать его настроение и оценить правильность своих действий.
Собаки породы бангку интеллектуальны, любопытны и очень игривы, и если не получают нужного количества упражнений, в попытке развлечь себя роют норы, копают в садах ямы, играют с водой и грязью, грызут мебель и обувь, в связи с чем требуется определённая защита имущества. Отличительная черта собаки — ревность, она готова на многое, дабы получить любовь и внимание, при этом проявляя агрессию в отношение конкурента. Обычно к двум годам повзрослевшая собака становится настоящим компаньоном. В зрелом возрасте проявляется тенденция к борьбе за лидирующее положение, особенно между однополыми особями.
При правильной ранней социализации тайский бангкео хорошо ладит с собаками и другими животными. Любит проводить время на открытом воздухе, имея достаточно пространства для прогулки и игр, поэтому не слишком хорошо подходит для содержания в квартире.

## Здоровье
Тайский бангку относится к крепким и здоровым собакам, имеющим строение, не оказывающее влияние на их выносливость и полноценную жизнь. Из общих заболеваний очень редко встречаются дисплазия тазобедренного сустава, онкология, болезни печени, хронические инфекции ушей, прогрессивная атрофия сетчатки, катаракта, крипторхизм и заворот желудка.
Средняя продолжительность жизни бангку составляет 10—14 лет.